# Harald Evers (Autor)
Harald Evers (* 22. September 1957 in München; † 30. November 2006 in Kirchdorf am Inn) war ein deutscher Roman- und Computerspielautor.

## Leben
Bereits in jungen Jahren begann Evers, auf der Reiseschreibmaschine seines Vaters seine ersten Geschichten zu schreiben.
Der Weg zum „vollwertigen“ Autor führte für ihn über den Umweg der Computerspielbranche. Seiner Feder entsprangen die bei Software 2000 erschienenen Adventurespiele „Das Stundenglas“, „Die Kathedrale“, „Hexuma“ sowie die Point-and-Click-Adventures „Die Höhlenwelt-Saga – Der Leuchtende Kristall“ und „Archibald Applebrooks Abenteuer“.
Bereits sein zweites Spiel, „Die Kathedrale“ war erfolgreich genug, dass er die Handlung in einem Roman umsetzte.
Weiterhin arbeitete Evers als Übersetzer an der deutschen Lokalisierung einiger Computerspiele, wie „Dreamfall“, dem Nachfolger des sehr erfolgreichen Point-and-Click Adventures „The Longest Journey“, mit.
Als Autor bekannt geworden ist Evers durch „Die Höhlenwelt-Saga“. Zwei Zyklen (von geplanten drei) mit jeweils vier Bänden sind erschienen. Die Bücher sind dem Genre der Science Fantasy zuzuordnen. Der erste Band „Die Bruderschaft von Yoor“ erschien im Jahre 2001, im Juni 2005 der Abschluss des zweiten Zyklus, „Die Magie der Höhlenwelt“.
Am 30. November 2006 verstarb Harald Evers im Alter von 49 Jahren an einem Herzinfarkt.

## Werke

### Höhlenwelt-Saga
- Erster Zyklus
  - Die Bruderschaft von Yoor. (= Heyne 9127). Heyne, München 2001, ISBN 3-453-17897-1.
  - Leandras Schwur. (= Heyne 9128). Heyne, München 2001, ISBN 3-453-17902-1.
  - Der dunkle Pakt. (= Heyne 9129). Heyne, München 2001, ISBN 3-453-18817-9.
  - Das magische Siegel. (= Heyne 9196). Heyne, München 2002, ISBN 3-453-21378-5.
- Zweiter Zyklus
  - Die Schwestern des Windes. 2003, ISBN 3-453-86961-3.
  - Die Mauer des Schweigens. 2004, ISBN 3-453-87780-2.
  - Die Monde von Jonissar. 2004, ISBN 3-453-53011-X.
  - Die Magie der Höhlenwelt. 2005, ISBN 3-453-53057-8.

- Bildband Die Geheimnisse der HÖHLENWELT (2006) zum 1. Zyklus der „Höhlenwelt-Saga“ ISBN 3-9809960-3-4.

### Das 7. Buch der Schatten
- Das Amulett. 2006, ISBN 3-453-52059-9.
- Die Rache. 2007, ISBN 978-3-453-52060-8.

### Einzelromane
- Die Kathedrale. Das Geheimnis einer Rache. 1993, ISBN 3-7766-1795-0. (Ein Grusel-Roman um die St. Pauls Kathedrale in Schönau)
- Das Dämonenschiff. 2000, ISBN 3-89064-568-2. (Ein Roman aus der Welt von Armalion Das Schwarze Auge – DSA)
- Eisenfausts Vermächtnis. 2005, ISBN 3-9809960-2-6. (eine Kriminalgeschichte, inspiriert durch George R. R. Martin, vormals Die Festung am Khelber-Pass)

- Computerspiel Akikos Trivocum (Juli 2005) – erschien im April 2006 bei bhv Software unter dem Namen Höhlenweltsaga